# Гиббс-Уайт, Морган
Мо́рган Э́нтони Гиббс-Уа́йт (англ. Morgan Anthony Gibbs-White; 27 января 2000, Стаффорд, Англия) — английский футболист, атакующий полузащитник клуба «Ноттингем Форест» и сборной Англии.

## Клубная карьера
Воспитанник молодёжной академии клуба «Вулверхэмптон Уондерерс», в которую попал в восьмилетнем возрасте. Его дебют в основном составе «Вулверхэмптона» состоялся 7 января 2017 года в матче Кубка Англии против «Сток Сити», в котором он вышел на замену Джо Мейсону. 14 февраля 2017 года дебютировал в лиге, выйдя на замену в матче Чемпионшипа против «Уиган Атлетик».
В январе 2018 года подписал новый контракт с «Вулверхэмптоном» до 2022 года. В сезоне 2017/18 принял участие в 13 матчах «волков» в Чемпионшипе и в составе команды стал победителем турнира.
11 августа 2018 года дебютировал в Премьер-лиге в матче первого тура нового сезона против «Эвертона» (2:2). Впервые был включён в стартовый состав на матч Премьер-лиги 5 декабря 2018 года в игре против «Челси» и отметился результативной передачей, которая помогла его команде одержать победу со счётом 2:1. Всего в сезоне 2018/19 принял участие в 26 матчах «Вулверхэмптона» в Премьер-лиге, в основном выходя на замену (в стартовом составе появился 5 раз).
Сезон 2019/20 получился для полузащитника менее удачным: он лишь семь раз выходил на поле в матчах Премьер-лиги. Тем не менее, в этом сезоне Гиббс-Уайт отметился своим первым голом за «Вулверхэмптон»: 15 августа 2019 года он сумел поразить ворота армянского «Пюника» в матче Лиги Европы.
25 августа 2020 года подписал новый контракт с «Вулверхэмптоном», после чего отправился в аренду в клуб Чемпионшипа «Суонси Сити». 12 сентября 2020 года забил свой первый гол за «Суонси» в матче против «Престона». 3 октября 2020 года футболист получил травму, которая вывела его из строя на 3 месяца.
6 января 2021 года стало известно, что «Вулверхэмптон» отозвал футболиста из аренды в «Суонси». 9 мая 2021 года Гиббс-Уайт забил свой первый гол в Премьер-лиге в победном для «волков» матче против «Брайтона» (2:1).
31 августа 2021 года на правах аренды до конца сезона 2021/22 перешёл в «Шеффилд Юнайтед». 11 сентября 2021 года забил свой первый гол за новый клуб в дебютном матче в составе «клинков» против «Питерборо Юнайтед» (6:2). Всего в сезоне 2021/22 отметился 11 забитыми голами в 35 матчах «Шеффилд Юнайтед» в чемпионате и ещё одним в двух матчах плей-офф, за что был признан лучшим игроком команды в сезоне.
19 августа 2022 года перешёл в «Ноттингем Форест» за 35 млн фунтов (сумма может вырасти до 42,5 млн фунтов с учётом бонусов), подписав с клубом пятилетний контракт. Трансфер стал самой дорогой покупкой в истории «Ноттингем Форест».

## Карьера в сборной
29 октября 2015 года дебютировал в составе национальной сборной Англии до 16 лет в матче против сверстников из Нидерландов.
В 2016—2017 годах выступал в составе сборной Англии до 17 лет. В 2017 году в составе сборной принял участие в чемпионате Европы (дошёл до финала) и чемпионате мира (стал чемпионом).
В мае 2019 года был вызван в сборную Англии (до 21 года) для участия в чемпионате Европы в Италии, где команда не смогла выйти из группы.
29 августа 2024 года получил свой первый вызов в главную сборную Англии. 7 сентября 2024 года дебютировал за сборную Англии в матче против сборной Ирландии.

## Статистика выступлений
| Выступление             | Выступление      | Выступление      | Лига | Лига | Кубок | Кубок | Кубок лиги | Кубок лиги | Еврокубки | Еврокубки | Прочие | Прочие | Итого | Итого |
| Клуб                    | Лига             | Сезон            | Игры | Голы | Игры  | Голы  | Игры       | Голы       | Игры      | Голы      | Игры   | Голы   | Игры  | Голы  |
| ----------------------- | ---------------- | ---------------- | ---- | ---- | ----- | ----- | ---------- | ---------- | --------- | --------- | ------ | ------ | ----- | ----- |
| Вулверхэмптон Уондерерс | Чемпионшип       | 2016/17          | 7    | 0    | 1     | 0     | 0          | 0          | 0         | 0         | 0      | 0      | 8     | 0     |
| Вулверхэмптон Уондерерс | Чемпионшип       | 2017/18          | 13   | 0    | 2     | 0     | 0          | 0          | 0         | 0         | 0      | 0      | 15    | 0     |
| Вулверхэмптон Уондерерс | Премьер-лига     | 2018/19          | 26   | 0    | 3     | 0     | 2          | 0          | 0         | 0         | 0      | 0      | 31    | 0     |
| Вулверхэмптон Уондерерс | Премьер-лига     | 2019/20          | 7    | 0    | 1     | 0     | 1          | 0          | 7         | 1         | 0      | 0      | 16    | 1     |
| Вулверхэмптон Уондерерс | Премьер-лига     | 2020/21          | 11   | 1    | 2     | 0     | 0          | 0          | 0         | 0         | 0      | 0      | 13    | 1     |
| Вулверхэмптон Уондерерс | Премьер-лига     | 2021/22          | 2    | 0    | 0     | 0     | 1          | 1          | 0         | 0         | 0      | 0      | 3     | 1     |
| Вулверхэмптон Уондерерс | Премьер-лига     | 2022/23          | 2    | 0    | 0     | 0     | 0          | 0          | 0         | 0         | 0      | 0      | 2     | 0     |
| Вулверхэмптон Уондерерс | Итого            | Итого            | 68   | 1    | 9     | 0     | 4          | 1          | 7         | 1         | 0      | 0      | 88    | 3     |
| → Суонси Сити           | Чемпионшип       | 2020/21          | 5    | 1    | 0     | 0     | 1          | 0          | 0         | 0         | 0      | 0      | 6     | 1     |
| → Суонси Сити           | Итого            | Итого            | 5    | 1    | 0     | 0     | 1          | 0          | 0         | 0         | 0      | 0      | 6     | 1     |
| → Шеффилд Юнайтед       | Чемпионшип       | 2021/22          | 35   | 11   | 0     | 0     | 0          | 0          | 0         | 0         | 2      | 1      | 37    | 12    |
| → Шеффилд Юнайтед       | Итого            | Итого            | 35   | 11   | 0     | 0     | 0          | 0          | 0         | 0         | 2      | 1      | 37    | 12    |
| Ноттингем Форест        | Премьер-лига     | 2022/23          | 35   | 5    | 0     | 0     | 3          | 0          | 0         | 0         | 0      | 0      | 38    | 5     |
| Ноттингем Форест        | Премьер-лига     | 2023/24          | 37   | 5    | 4     | 1     | 1          | 0          | 0         | 0         | 0      | 0      | 42    | 6     |
| Ноттингем Форест        | Премьер-лига     | 2024/25          | 33   | 7    | 4     | 0     | 0          | 0          | 0         | 0         | 0      | 0      | 37    | 7     |
| Ноттингем Форест        | Итого            | Итого            | 105  | 17   | 8     | 1     | 4          | 0          | 0         | 0         | 0      | 0      | 117   | 18    |
| Всего за карьеру        | Всего за карьеру | Всего за карьеру | 213  | 30   | 17    | 1     | 9          | 1          | 7         | 1         | 2      | 1      | 248   | 34    |

## Достижения

### Командные достижения
«Вулверхэмптон Уондерерс»
- Победитель Чемпионшипа: 2017/18

Сборная Англии (до 17 лет)
- Финалист чемпионата Европы среди игроков до 17 лет: 2017
- Чемпион мира среди игроков до 17 лет: 2017

### Личные достижения
- Игрок года ФК «Шеффилд Юнайтед»: 2021/22